# 西明寺 (京都市)
西明寺（さいみょうじ）是位在日本京都府京都市右京區的寺院，真言宗大覺寺派準別格本山。山號「槙尾山」（まきおざん）。本尊釋迦如來、開基（創立者）為空海（弘法大師）之高弟智泉。別稱「平等心王院」。紅葉之名所，是和高雄山・神護寺、栂尾山・高山寺並稱三尾的名刹。

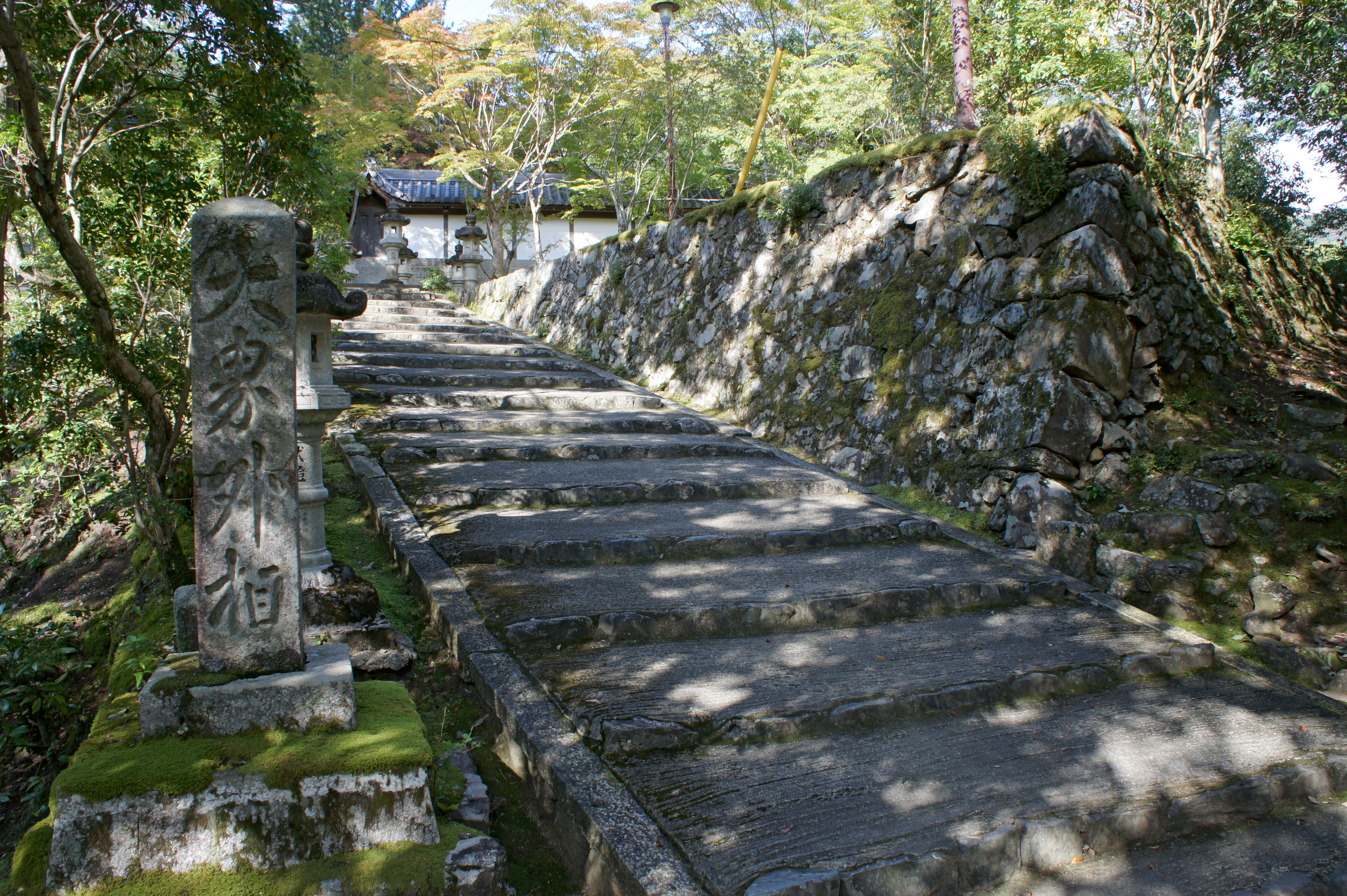
参道
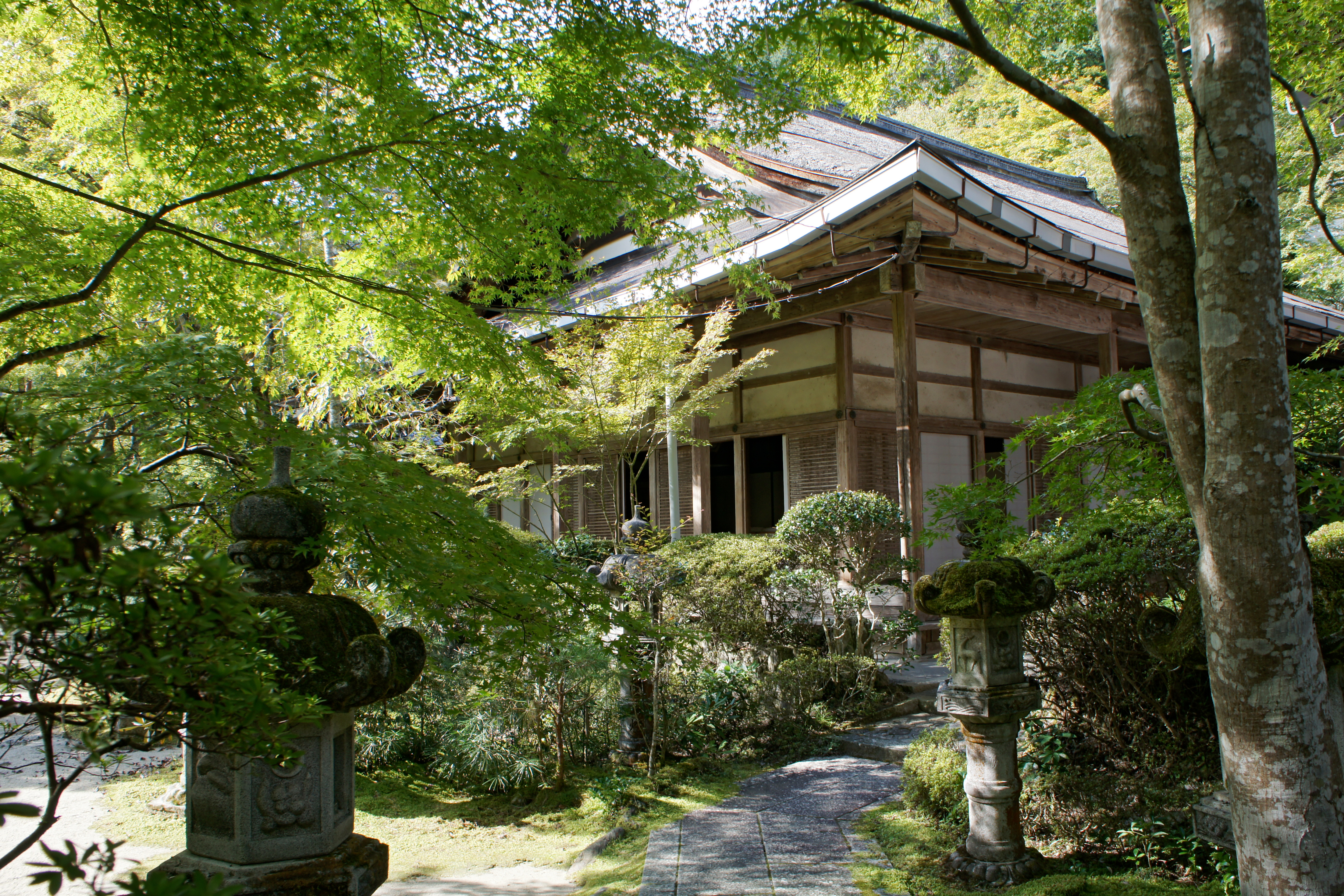
客殿
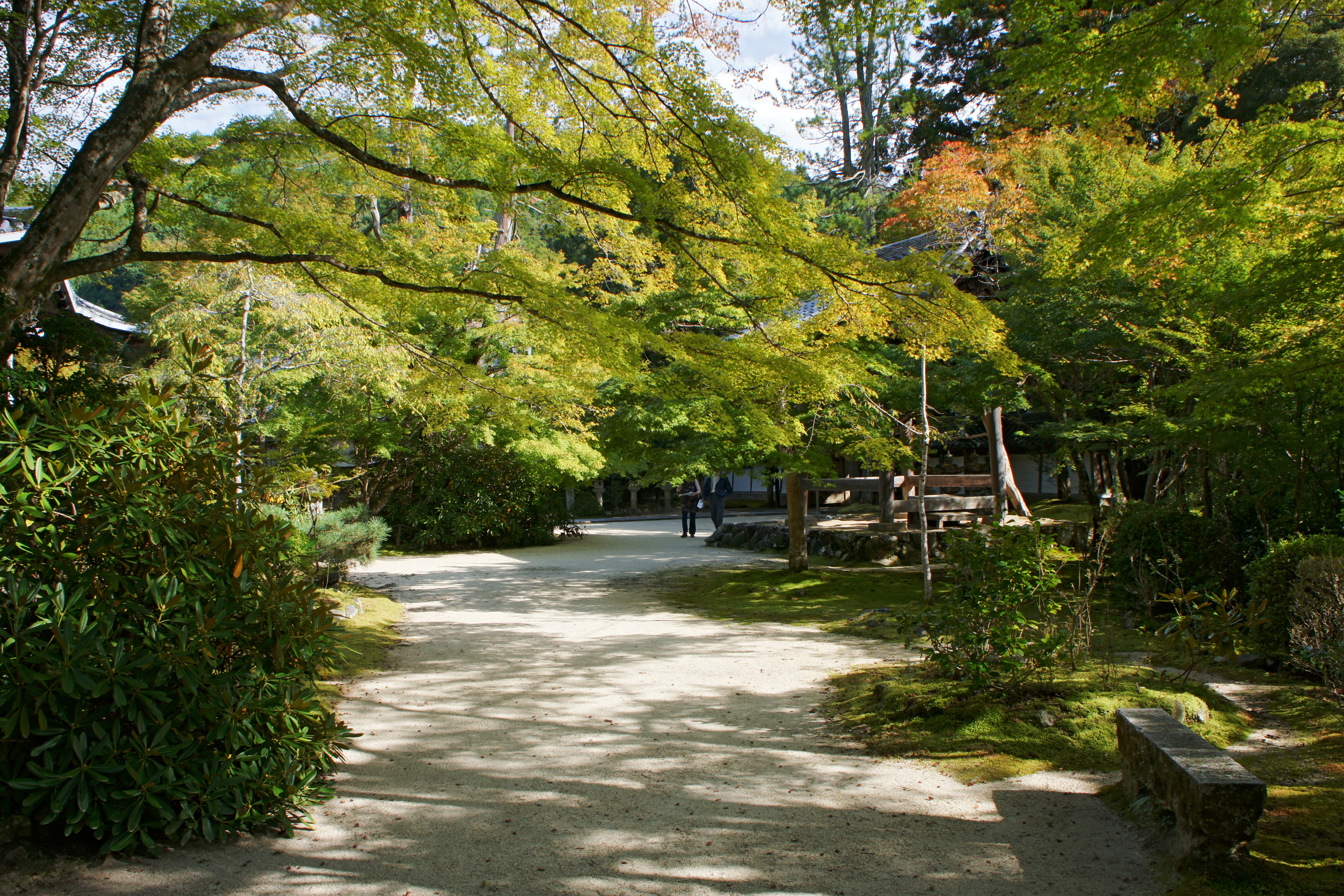
境內

## 關連項目
- 神護寺

## 外部連結
- 西明寺 （页面存档备份，存于）